# صدای ورزش
صدای ورزش برنامه‌ای ورزشی است که از رادیو تبریز پخش می‌شود.

## روند برنامه
این برنامه به زبان فارسی و زنده به مدت ۳۰ دقیقه اجرا می‌گردد و به حواشی ورزشی استان آذربایجان شرقی می‌پردازد. در این برنامه رادیویی، به آخرین اخبار ورزش و فوتبال ایران و آذربایجان شرقی، عناوین روزنامه‌های ورزشی ایران و پاسخ به پیامک‌ها و تلفن‌های مردمی پرداخته می‌شود.
صدای ورزش از روز شنبه تا چهارشنبه پخش می‌شود.

## عوامل تهیه
تهیه کننده: ناصر ژرفی
گویندگان: خانم امیری و میلاد وطن‌پرست 